# David Malukas
David Malukas, född 27 september 2001, är en amerikansk racingförare som tävlar i NTT IndyCar för Meyer Shank Racing under 2024.

## Tidig karriär

### Lägre formel
Under 2016 och i början av 2017 tävlade Malukas i Formel 4 UAE Championship för Rasgaira Motorsports. Trots att han inte tävlade hela säsongen slutade Malukas på 6:e plats i mästerskapet.
Malukas flyttade till ADAC Formel 4 för att tävla med Motopark under 2017. Där slutade han på en 19:e plats i mästerskapet.

### USA:s nationella mästerskap i F2000
Samtidigt som Malukas tävlade i ADAC Formel 4 körde han även i US F2000 National Championship under 2017 för BN Racing. Inför det första racet på Road America tog han pole position och slutade loppet på pallen, som tvåa.

### Pro Mazda Championship
Efter att ha tävlat på deltid i US F2000 National Championship föregående år, gick Malukas upp till Pro Mazda Championship under 2018 och körde även här för BN Racing. Han skulle ha en imponerande säsong med totalt tre segrar och sex pallplatser, vilket resulterade med en fjärdeplats i mästerskapet.

### Formel Regional Americas Championship
På grund av att Indy Lights-säsongen 2020 ställdes in, tävlade Malukas istället i Formula Regional Americas Championship för HMD Motorsports. Han hade en framgångsrik säsong med två segrar och femton pallplatser för att sluta på en andraplats i mästerskapet.

### Indy Lights
Under 2019 skulle Malukas återigen ta sig ett steg uppåt i Road to Indy-stegen med ett kliv till Indy Lights-serien där han körde för BN Racing. I augusti samma år förvärvade Malukas pappa, Henry, BN Racings Indy Lights-verksamhet och etablerade HMD Motorsports. Malukas fick dock bara två pallplatser, på Circuit of the Americas respektive Gateway Motorsports Park, under säsongen.
Malukas skulle tävla i serien under 2020, men säsongen ställdes in på grund av covid-19-pandemin.
Efter 2020 återvände Malukas till serien för 2021 med HMD Motorsports. Han tog sin första pole position inför det andra loppet på Barber Motorsports Park vilket han konverterade till sin första seger i serien. Malukas utmanade rookien Kyle Kirkwood om titeln under hela säsongen men slutade till slut som tvåa i ställningen bakom Kirkwood. Säsongen var hans dittills mest imponerande med sex pole positions, sexton pallplatser och sju vinster.

## IndyCar

### Dale Coyne Racing (2022–2023)

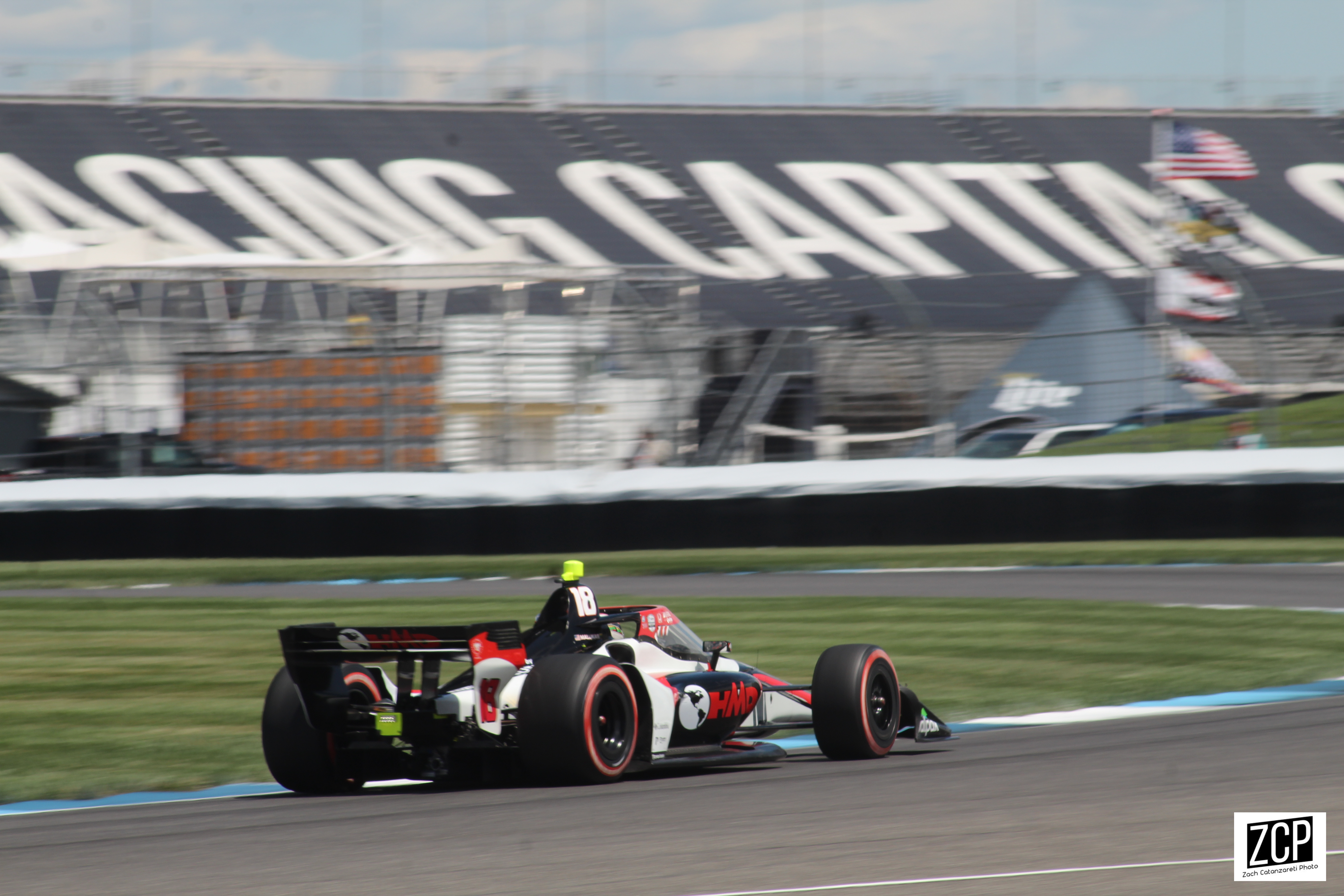
Malukas och Dale Coyne Racing på Indianapolis Motor Speedway.

Den 15 december 2021 meddelades det att Malukas skulle köra bil #18 för Dale Coyne Racing (i samarbete med HMD Motorsports) under säsongen 2022. På Mid-Ohio slutade han på en karriärsbästa niondeplats i sin första topp-10 för säsongen. Vid nästa lopp i Toronto tog sig Malukas till Firestone Fast 6 för andra gången för säsongen och kvalade in på en karriärsbästa femteplats. Malukas tog sin första pallplats på Gateway och passerade nästan sin idol Josef Newgarden för segern på sista varvet men fick nöja sig med andraplatsen i slutändan.
Under 2023 fortsatte Malukas med Dale Coyne och öppnade säsongen med en topp-10-placering under den kaotiska säsongsinledningen i St. Petersburg, samt en 9:e kvalplats inför 2023 PPG 375 på Texas Motor Speedway som resulterade i en fjärdeplats efter en "multi-car-kamp" om vinsten. Den lovande starten av säsongen fortsatte inte under dem kommande 6 loppen, när han bara lyckades med 2 topp-20 resultat. Efter en sistaplats i Sonsio Grand Prix på Road America, skakade Malukas av sig oturen genom att kvala 12:a och avsluta på en 6:e plats på Mid-Ohio. Nästa stopp i Toronto skulle visa sig vara en besvikelse, när han slutade på en 20:e plats efter att ha tvingats bryta på grund av kontakt. Efter en besvikelse under kvalificeringen vid Gallagher Grand Prix, i Indianapolis, körde han upp 7 positioner för att sluta på en 16:e plats. När han återvände till Gateway, platsen för hans breakout-framträdande under föregående säsong, lyckades han kamma hem en tredjeplats. I Portland kvalificerade Malukas på en 24:e plats och arbetade sig sedan framåt för att sluta på 8:e plats. Under säsongsfinalen i Laguna Seca överlevde han en incident, som lämnade honom strandsatt i en grusfälla, för att sedan återvända och sluta som 20:e.

### Arrow McLaren (2024)
Den 8 september 2023 meddelade Arrow McLaren att Malukas tecknat ett flerårigt kontrakt som förare av bil #6, med start år 2024. Malukas bröt dock handleden i en mountainbike-olycka och släpptes av teamet den 29 april 2024, efter att ha missat fyra lopp, samt på grund av en oklar återhämtningstid.

### Meyer Shank (2024)

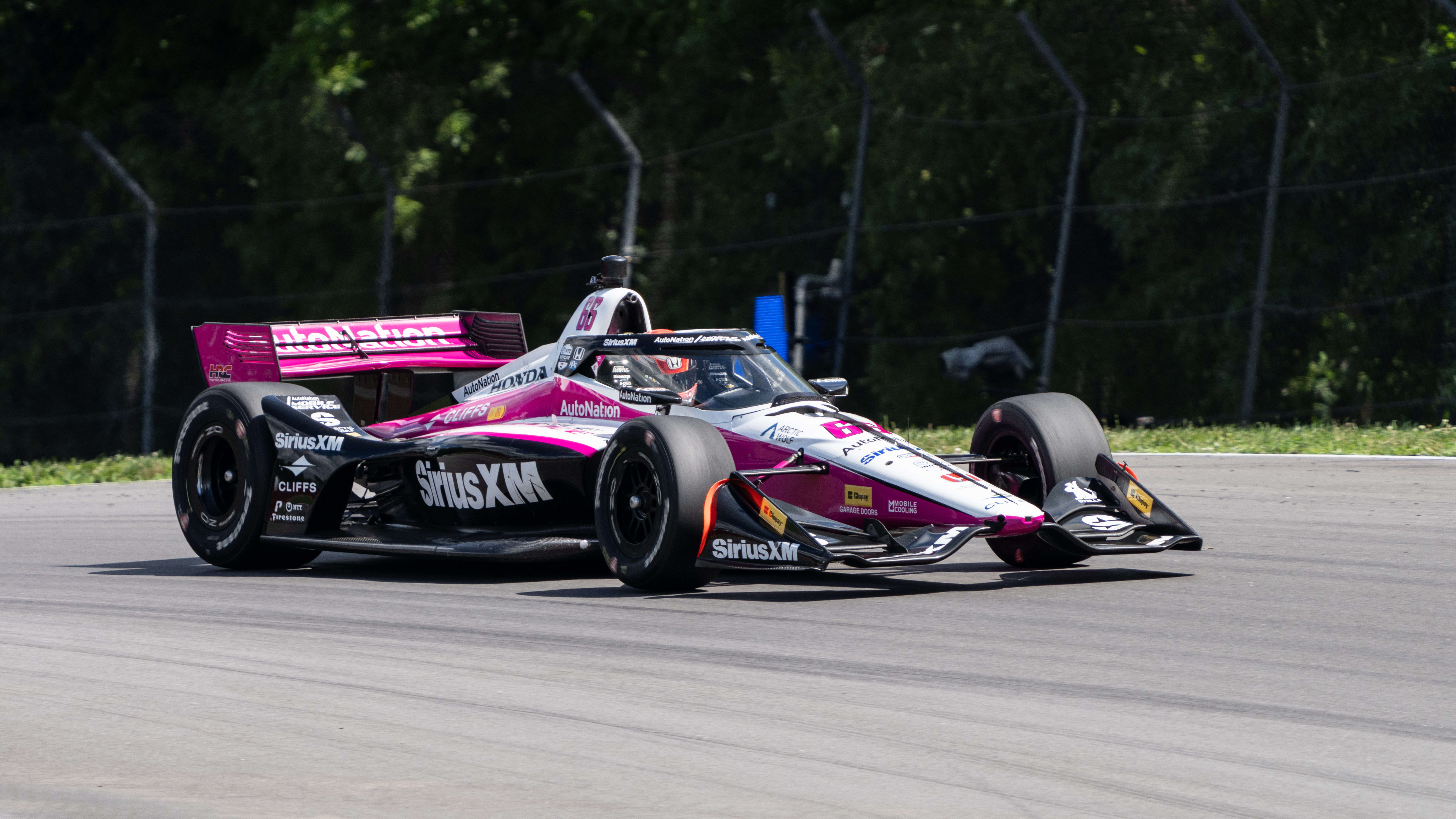
Malukas i bil nummer 66 för Meyer Shank Racing.

Den 7 juni 2024 kom nyheten att Malukas skulle återvända till IndyCar med Meyer Shank Racing där han ersatte svensk-amerikanska föraren Tom Blomqvist. Han tävlade resten av säsongen 2024 i bil #66 från och med Laguna Seca tillsammans med svenska Felix Rosenqvist i bil #60. Under kvalificering på Mid-Ohio hade Malukas sitt bästa kval hittills när han kvalade sig till en tredjeplats. Under lördagens race på Gateway var Malukas nära att ta sin första vinst i serien men en krasch med Penske-föraren Will Power, med bara 21 varv kvar, avslutade hans lopp. Malukas slutade säsongen på en 24:e plats med 148 poäng, efter 10 körda rundor.

### AJ Foyt Racing (2025)
Den 13 augusti 2024 meddelades det att Malukas tecknat ett flerårigt kontrakt med AJ Foyt Racing för säsongen 2025 och framåt. Malukas fullgör teamet med den redan etablerade AJ Foyt-föraren Santino Ferrucci.

## Personligt liv
Malukas föräldrar emigrerade från Telšiai 1991, kort efter att Litauen återvann självständighet från Sovjetunionen, som hade olagligt annekterat landet under 1940. Malukas föddes i Chicago, Illinois och är en amerikansk medborgare och även om han är berättigad till ett litauiskt medborgarskap så är det något han inte valt att fullfölja än. Förutom den amerikanska flaggan, använder även Malukas den litauiska flaggan på bilen och overallen, för att hedra sitt etniska arv.

## Referenslista
1. ↑  ”David Malukas”. davidmalukas.com. https://www.davidmalukas.com/profile/. Läst 24 september 2025.
2. ↑  Rizvi, Ahmed (2016-10-26). ”Richard Cregan and Rasgaira steering Emirati involvement in new F4 UAE Championship”. The National. https://www.thenationalnews.com/sport/other-sport/richard-cregan-and-rasgaira-steering-emirati-involvement-in-new-f4-uae-championship-1.168992. Läst 18 juli 2022.
3. ↑  ”My Mazda Road to Indy: BN Racing”. indypro2000.com. https://www.indypro2000.com/news/my-mazda-road-to-indy-bn-racing/. Läst 18 juli 2022.
4. ↑  ”Malukas Adds Three Wins in 2018 in Preparation for Next Step in Motorsports Career”. indylights.com. December 21, 2018. https://www.indylights.com/news/malukas-adds-three-wins-in-2018-in-preparation-for-next-step-in-motorsports-career.
5. ↑  ”David Malukas Rejoins HMD Motorsports for 2020”. indylights.com. Arkiverad från originalet den 2020-11-29. https://web.archive.org/web/20201129045040/https://www.indylights.com/news/david-malukas-rejoins-hmd-motorsports-for-2020. Läst 24 september 2024.
6. ↑  ”Indy Lights set to go on hiatus for 2020”. motorsport.com. Arkiverad från originalet den 2022-10-05. https://web.archive.org/web/20221005060039/https://www.motorsport.com/indylights/news/indy-lights-hiatus-for-2020/4799734/. Läst 24 september 2024.
7. ↑  ”Malukas Set for Championship Run with HMD Motorsports”. indylights.com. Arkiverad från originalet den 2021-05-07. https://web.archive.org/web/20210507063851/https://www.indylights.com/news/malukas-set-for-championship-run-with-hmd-motorsports. Läst 24 september 2024.
8. ↑  ”Malukas wins close duel with Lundqvist for maiden Indy Lights pole”. Formula Scout. https://formulascout.com/malukas-wins-close-duel-with-lundqvist-for-first-indy-lights-pole/77616.
9. ↑  ”Malukas gets redemption and first win to end Indy Lights's return round”. Formula Scout. https://formulascout.com/malukas-gets-redemption-and-first-win-to-end-indy-lightss-return-round/77713.
10. ↑  ”How Malukas gave Kirkwood the toughest task of his Road to Indy treble”. Formula Scout. https://formulascout.com/how-malukas-gave-kirkwood-the-toughest-task-of-his-road-to-indy-treble/88068.
11. ↑  Brown, Nathan (December 15, 2021). ”Dale Coyne Racing signs David Malukas for No. 18, HMD Motorsports to serve as partner”. The Indianapolis Star. https://www.indystar.com/story/sports/motor/2021/12/15/indycar-dale-coyne-david-malukas-hmd-motorsports-2022/8733795002/.
12. ↑  ”David Malukas Picks up Best Finish of the Season with Ninth Place at Mid-Ohio”. David Malukas Picks up Best Finish of the Season with Ninth Place at Mid-Ohio. 2022-07-03. Arkiverad från originalet den 2023-05-16. https://web.archive.org/web/20230516100911/https://dalecoyneracing.com/2022/07/03/david-malukas-picks-up-best-finish-of-the-season-with-ninth-place-at-mid-ohio/. Läst 24 september 2024.
13. ↑  ”David Malukas Qualifies Season Best of Fifth at Honda Indy Toronto”. David Malukas Qualifies Season Best of Fifth at Honda Indy Toronto. 2022-07-16. Arkiverad från originalet den 2022-07-18. https://web.archive.org/web/20220718020533/https://dalecoyneracing.com/2022/07/16/david-malukas-qualifies-season-best-of-fifth-at-honda-indy-toronto/. Läst 24 september 2024.
14. ↑  ”IndyCar rookie David Malukas career-best second Gateway - NBC Sports”. NBC Sports. 2022-08-21. https://motorsports.nbcsports.com/2022/08/21/indycar-david-malukas-gateway-josef-newgarden-scott-mclaughlin/.
15. ↑  ”NTT INDYCAR SERIES Race Results | Official Site of INDYCAR”. IndyCar.com. https://www.indycar.com/results/ntt-indycar-series/2023/firestone-grand-prix-of-st.-petersburg/race. Läst 24 september 2024.
16. ↑  ”NTT INDYCAR SERIES Race Results | Official Site of INDYCAR”. IndyCar.com. https://www.indycar.com/results/ntt-indycar-series/2023/ppg-375/race. Läst 24 september 2024.
17. ↑  ”NTT INDYCAR SERIES Race Results | Official Site of INDYCAR”. IndyCar.com. https://www.indycar.com/results/ntt-indycar-series/2023/honda-indy-200-at-mid-ohio/race. Läst 24 september 2024.
18. ↑  ”IndyCar Race Results - Toronto”. IndyCar.com. 16 juli 2023. http://www.imscdn.com/INDYCAR/Documents/6131/2023-07-16/indycar-race-results.pdf. Läst 24 september 2024.
19. ↑  ”NTT INDYCAR SERIES Race Results | Official Site of INDYCAR”. IndyCar.com. https://www.indycar.com/results/ntt-indycar-series/2023/gallagher-grand-prix/race. Läst 24 september 2024.
20. ↑  ”NTT INDYCAR SERIES Race Results | Official Site of INDYCAR”. IndyCar.com. https://www.indycar.com/results/ntt-indycar-series/2023/bommarito-automotive-group-500/race. Läst 24 september 2024.
21. ↑  ”NTT INDYCAR SERIES Race Results | Official Site of INDYCAR”. IndyCar.com. https://www.indycar.com/results/ntt-indycar-series/2023/bitnile.com-grand-prix-of-portland/race. Läst 24 september 2024.
22. ↑  ”NTT INDYCAR SERIES Race Results | Official Site of INDYCAR”. IndyCar.com. https://www.indycar.com/results/ntt-indycar-series/2023/firestone-grand-prix-of-monterey/race. Läst 24 september 2024.
23. ↑  ”David Malukas will join Arrow McLaren lineup in 2024” (på engelska). NBC Sports. 8 september 2023. https://www.nbcsports.com/motor-sports/news/david-malukas-arrow-mclaren-indycar-lineup-2024-zak-brown-pato-oward-alexander-rossi. Läst 24 september 2024.
24. ↑  ”Malukas injures hand in mountain bike accident” (på engelska). RACER. 13 februari 2024. https://racer.com/2024/02/12/malukas-injures-hand-in-mountain-bike-accident/. Läst 24 september 2024.
25. ↑  ”Arrow McLaren releases David Malukas from team” (på engelska). mclaren.com. 29 april 2024. https://www.mclaren.com/racing/indycar/2024/arrow-mclaren-releases-david-malukas-from-team/. Läst 24 september 2024.
26. ↑  Maddie Komar (7 juni 2024). ”David Malukas Joins Meyer Shank Racing” (på engelska). meyershankracing.com. https://meyershankracing.com/2024/06/davidmalukasjoinsmeyershankracing/. Läst 24 september 2024.
27. ↑  ”David Malukas joins Meyer Shank Racing, taking over ride vacated by Tom Blomqvist for rest of season” (på engelska). NBC Sports. 7 juni 2024. https://www.nbcsports.com/motor-sports/news/david-malukas-joins-meyer-shank-racing-tom-blomqvist-2024-season-indycar. Läst 24 september 2024.
28. ↑  Christopher DeHarde (6 juli 2024). ”David Malukas Qualifies 3rd at Mid-Ohio for Meyer Shank Racing” (på engelska). frontstretch.com. https://frontstretch.com/2024/07/06/david-malukas-qualifies-third-at-mid-ohio-for-meyer-shank-racing/. Läst 24 september 2024.
29. ↑  Joey Barnes (18 augusti 2024). ”Malukas emotional after late crash spoils potential maiden IndyCar win”. Motorsport.com. https://www.autosport.com/indycar/news/malukas-emotional-after-late-crash-spoils-potential-maiden-indycar-win/10645548/. Läst 24 september 2025.
30. ↑  ”2024 - IndyCar Series Indy Car Standings - ESPN”. ESPN.com. https://www.espn.com/racing/standings/_/series/irl. Läst 24 september 2024.
31. ↑  ”Malukas signs multi-year deal with Foyt” (på engelska). RACER. 13 augusti 2024. https://racer.com/2024/08/13/malukas-signs-multi-year-deal-with-foyt/. Läst 24 september 2024.
32. ↑  Zach Horrall (23 maj 2022). ”Malukas’ Parents Living American, '500' Dream as Immigrants”. IndyCar.com. https://www.indycar.com/news/2022/05/05-23-malukas. Läst 24 september 2024.
33. 1 2 3  ”From Lithuania to IndyCar via 'a chaotic disaster'” (på engelska). The Race. 15 december 2021. https://www.the-race.com/indycar/from-lithuania-to-indycar-via-a-chaotic-disaster/. Läst 24 september 2024.
34. ↑  Josef Newgarden (8 september 2022). ”BUS BROS Episode 11: This is Chaos”. youtube.com. https://www.youtube.com/watch?v=6MewiYtShoY. Läst 24 september 2024.